# Hans Hächer
Hans Hächer ist ein ehemaliger deutscher Skirennläufer.
Hächer, der für den Skiclub Schleching startete, gewann 1953 die Deutsche Meisterschaft in der Abfahrt sowie in der Kombination.
Hächer war neben seiner Sportlaufbahn auch im Plattln aktiv. So gewann er zwischen 1948 und 1951 insgesamt vier Mal den Gaupreisplattln des Chiemgau Alpenverband für Tracht und Sitte. Zuvor war er 1946 bereits Gauvorplattler. Eine seiner Töchter, Traudl Hächer, war ebenfalls erfolgreiche Skirennläuferin.

## Erfolge

### Deutsche Meisterschaften
- 1953: Abfahrt und Kombination
- Teilnahme an der Alpinen Skiweltmeisterschaft 1954 in Åre